# 加特
加特（阿拉伯语：‎,）也译为甘特市，是利比亚西南部城市，加特省省会，靠近阿尔及利亚边境，地处古代撒哈拉商路上，曾为奴隶贸易中心。附近有世界文化遗产塔德拉尔特阿卡库斯岩画。

## 友好城市
- 中华人民共和国河南省南阳市（1995年）